# Tomme vaudoise
El tomme vaudoise és un formatge petit de pasta tova, elàstica i de maduració ràpida, el qual es fa amb llet pasteuritzada o sense pasteuritzar en petites formatgeries al nord del llac Léman.

## Història
La seua elaboració va començar al segle xvii pels grangers de la serralada del Jura a la Suïssa Romanda (sobretot, a la vall de Joux) a partir dels excedents de llet i sempre per al consum familiar. Avui dia, i a causa de la seua creixent reputació, és produït principalment a l'entorn del llac Léman al cantó de Ginebra.

## Característiques
És ric en matèries greixoses de color groc i cobert per una lleugera escorça de color blanc produïda per un fong, la qual es va omplint d'estries vermelles segons el formatge va madurant. El seu sabor és suau i amb un lleuger regust a espècies. De vegades, és assaonat amb comí.

## Degustació
Es pot menjar acompanyat d'una fina llesca de pa, rostit al forn per ambdós costats durant uns minuts o fregit amb pa ratllat després d'haver estat marinat en llet. Combina bé amb un vi blanc afruitat, sobretot de la varietat Riesling.

## Observacions
Per desenvolupar tot el seu potencial, ha d'ésser consumit en un termini de tres setmanes després de la seua elaboració.